# Rise and Fall of Academic Drifting
| Recensione | Giudizio                |
| ---------- | ----------------------- |
| Ondarock   | Pietra miliare italiana |

Rise and Fall of Academic Drifting è il primo album del gruppo indie rock italiano dei Giardini di Mirò. È stato prodotto, registrato e missato da Giacomo Fiorenza all'Alpha Earthbase Sound Laboratories tra il luglio e l'ottobre del 2000. Editing e Mastering fatto da Matteo Agostinelli allo Yuppie Recording Studio.

## Tracce
1. A New Start (For Swinging Shoes) - 6:28
2. Pet Life Saver - 6:00
3. The Beauty Tape Rider - 08:06
4. Trompsø Is OK - 04:10
5. Pearl Harbor - 07:33
6. Little Victories  - 06:20
7. Penguin Serenade - 05:00
8. Rise and Fall of Academic Drifting - 09:41

Tutte le canzoni sono scritte dal gruppo tranne
- parole e voce su Pet Life Saver scritte ed eseguite da Matteo Agostinelli (Yuppie Flu)
- parole e voce su Little Victories scritte ed eseguite da Paul Anderson.

## Formazione
- Corrado Nuccini - chitarra, voce
- Jukka Reverberi - voce, chitarra
- Mirko Venturelli - basso, clarinetto
- Lorenzo Lanzi - batteria, percussioni
- Luca Di Mira - tastiere
- Emanuele Reverberi - violino, tromba

## Esterni
- Rachele L. (controcanti su Pet Life Saver)
- Matteo A. (voce su Pet Life Saver)
- Paul A. (voce su Little Victories)
- Giacomo F. (mellotron e mixer FX analogico)
- Andrea Medici (clarinetto basso)